# Бел (фізика)
Бел — одиниця вимірювання різниці рівнів звукової гучності або потужності та потужності інших фізичних величин. Назва «бел» походить від прізвища винахідника телефону Александра Белла.
Число Бел дорівнює десятковому логарифму відношення інтенсивності I, відповідної вимірюваному рівню гучності, до інтенсивності I0 довільного рівня, тобто
{\displaystyle L=\lg {\frac {I}{I_{0}}}}
Таке логарифмічне визначення потрібне тому, що людське вухо реагує на підвищення гучності нелінійно, а за законом Вебера-Фехнера.
Умовно вважають нульовим рівнем гучності той, якому відповідає інтенсивність звуку 10−9 ерг/см2с, тобто нижчий на один порядок за поріг чутності. Отже, рівень гучності L = 1 Б тоді, коли інтенсивність I в порівнянні з початковою I0 зростає в 10 разів. Вживають частіше одиницю, меншу за Бел в 10 разів — децибел (дб). Крім бел і децибел, вживають іноді непер — різницю рівнів двох потужностей, відношення яких дорівнює основі натуральних (неперових) логарифмів (див. Логарифм). З визначень бела і непера випливає, що 1 бел = {\displaystyle \ln 10} неперів ≈ 2,3 непера.

## Застосування
Відношення двох однойменних енергетичних величин (потужності, енергії, щільності енергії, інтенсивності звуку і т. д.) {\displaystyle \displaystyle P_{1}}і {\displaystyle \displaystyle P_{0}}, виражене в белах, визначається як десятковий логарифм частки цих величин:
{\displaystyle \displaystyle N_{B}=\lg {\frac {P_{1}}{P_{0}}}.}
Оскільки енергетичні величини пропорційні квадрату силових величин (звукового тиску, електричної напруги, сили електричного струму, напруженості поля і т. д.), відношення двох силових величин {\displaystyle \displaystyle F_{1}} і {\displaystyle \displaystyle F_{0}}, виражене в белах, визначається як десятковий логарифм відношення цих величин, помножений на два:
{\displaystyle {\displaystyle N_{B}=2\lg {\frac {F_{1}}{F_{0}}}.}}
З представлених формул слідує, що якщо {\displaystyle \displaystyle N_{B}} дорівнює +1 Б, то має місце зростання величини: {\displaystyle \displaystyle P} — в 10 разів; {\displaystyle \displaystyle F_{1}} — в {\displaystyle \displaystyle {\sqrt {10}}}≈ 3,162 рази. Якщо {\displaystyle \displaystyle N_{B}}дорівнює -1 Б, то має місце зменшення величини у відповідне число раз.
Іноді в якості значення величини {\displaystyle {\displaystyle P_{0}}} {\displaystyle {\displaystyle (F_{0}})} виступає загальноприйняте вихідне (або опорне) значення. Тоді логарифмічну величину {\displaystyle \displaystyle N_{B}} називають рівнем відповідної фізичної величини {\displaystyle {\displaystyle P_{}}} {\displaystyle ({\displaystyle F_{}})}. Рівень (англ. Level) позначають буквою L, наприклад, Lp — рівень звукового тиску. Відповідні вимірювальні прилади фактично показують рівень вимірюваної величини щодо вихідного рівня, прийнятого за нульовий.
Бел рідко застосовується як без приставки, так і з будь-якими іншими приставками SI, крім деци-. Наприклад, замість тисячної частки бела кращим є використання сотої частки децибели (загальноприйнятою буде запис не 5 мБ, а 0,05 дБ).
В якості одиниці логарифмічного відносини двох однойменних фізичних величин застосовується також непер (Нп) — 1 Нп ≈ 0,8686 Б.